# Polystichtis candace
Polystichtis candace är en fjärilsart som beskrevs av Druce 1904. Polystichtis candace ingår i släktet Polystichtis och familjen Riodinidae. Inga underarter finns listade i Catalogue of Life.